# Duhová tabulka

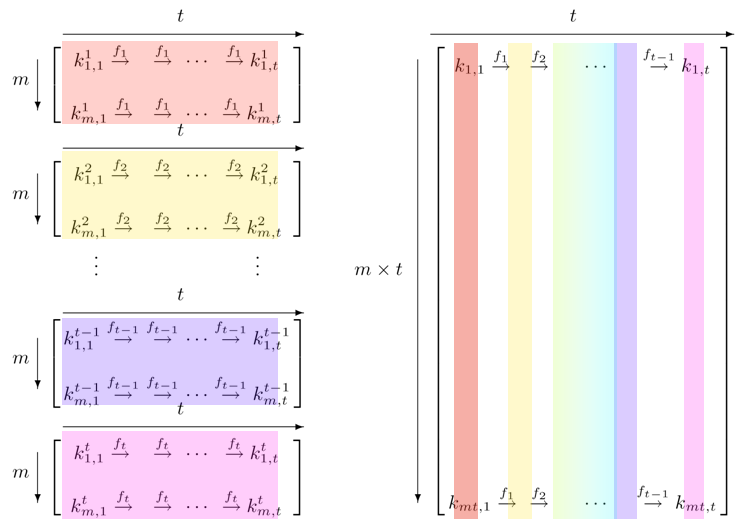

Duhová tabulka (anglicky rainbow table) je v informatice označení pro předem vypočtené hodnoty určené k usnadnění prolomení hašovací funkce útočníkem (cracker). Slouží nejčastěji pro zjištění hesel, která jsou typicky uložena v hašované podobě. Duhové tabulky představují kompromis mezi výpočetní náročností útoku hrubou silou a prostorovou náročností předem vypočtených tabulek pro reverzní funkci k hašovací funkci. Duhové tabulky používají místo jedné redukční funkce několik zřetězených redukčních funkcí, což umožňuje využít kolize pro zmenšení nutného úložného prostoru.